# Zuñeda
Zuñeda è un comune spagnolo di 58 abitanti situato nella comunità autonoma di Castiglia e León.